# Amina Helmi
Amina Helmi (6 de octubre de 1970) es una astrónoma argentina y profesora de la Universidad de Groningen en los Países Bajos.

## Educación
Helmi estudió en la Universidad de Leiden, donde se doctoró en 2000 con una tesis sobre la formación del halo galáctico, dirigida por Tim de Zeeuw y Simon White.

## Carrera e investigación
Desde 2003, Helmi es miembro del cuerpo docente de la Universidad de Groninga, y es profesor titular desde 2014. Anteriormente, ocupó puestos de posdoctorado en la Universidad de La Plata (Argentina), el Instituto Max Planck de Astrofísica (Alemania) y la Universidad de Utrecht (Países Bajos).
Sus investigaciones se centran en la evolución y la dinámica de las galaxias, en particular de la Vía Láctea, utilizando ubicaciones, velocidades, edades y abundancias químicas de las estrellas para comprender el proceso de formación de las galaxias, lo que se conoce como arqueología estelar. También estudia la naturaleza de la materia oscura. En su investigación, Helmi utiliza simulaciones por ordenador y datos de observación, por ejemplo, del telescopio espacial Gaia.

### Premios y honores
En 2019, Helmi fue nombrada una de las cuatro ganadoras del Premio Spinoza. En 2017 fue nombrada miembro de la Real Academia de las Artes y las Ciencias de los Países Bajos.
Recibió el premio Christiaan Huygensprize en 2004 y el Pastoor Schmeitsprize en 2010.
El arroyo Helmi lleva su nombre y fue galardonada con el premio Sufragio Científico en 2019.
En 2021, Helmi ganó el Premio Brouwer de la División de Astronomía Dinámica de la Sociedad Astronómica americana.  